# Silvia Sommaggio
Silvia Sommaggio (Camposampiero, 20 novembre 1969) è un'ex mezzofondista e maratoneta italiana, detentrice della terza migliore prestazione nazionale nei 10000 metri piani.

## Biografia
Figlia di Gianfranco Sommaggio, nella sua carriera ha partecipato a due olimpiadi: Atlanta 1996 e Sydney 2000, ma in entrambi i casi non riuscì mai a raggiungere le fasi finali.
Nel suo palmarès sono comprese una medaglia d'argento alle Universiadi di Fukuoka del 1995 e una ai Giochi del Mediterraneo di Bari del 1997.
È stata quattro volte campionessa italiana assoluta: due volte nei 10 000 metri, una volta nei 5000 metri e una volta nei 3000 metri indoor.

## Record nazionali
- Ekiden: 2h20'02" ( Copenaghen, 15 aprile 1996); squadra nazionale formata da Patrizia Di Napoli, Simona Viola, Silvia Sommaggio, Maura Viceconte, Sara Ferrari, Roberta Brunet[1].

## Progressione

### 3000 metri piani
| Stagione | Risultato | Luogo  | Data      | Rank. Mond. |
| -------- | --------- | ------ | --------- | ----------- |
| 2002     | 9'23"90   | Praga  | 17-6-2002 |             |
| 2001     | -         | -      | -         | -           |
| 2000     | 9'02"30   | Milano | 7-6-2000  |             |
| 1999     | 8'59"05   | Parigi | 19-6-1999 |             |
| 1998     | -         | -      | -         | -           |
| 1997     | 8'53"24   | Monaco | 16-8-1997 |             |
| 1996     | -         | -      | -         | -           |
| 1995     | 8'56"04   | Roma   | 8-6-1995  |             |
| 1994     | 8'50"30   | Roma   | 8-6-1994  |             |

### 5000 metri piani
| Stagione  | Risultato | Luogo                      | Data      | Rank. Mond. |
| --------- | --------- | -------------------------- | --------- | ----------- |
| 2007      | 15'37"72  | Trento                     | 2-6-2007  |             |
| 2006      | 16'18"02  | Marcon                     | 21-5-2006 |             |
| 2003/2005 | -         | -                          | -         | -           |
| 2002      | 15'52"83  | Hengelo                    | 2-6-2002  |             |
| 2001      | 15'42"27  | Stoccolma                  | 17-7-2001 |             |
| 2000      | 15'41"51  | Vila Real de Santo António | 28-5-2000 |             |
| 1999      | 15'26"85  | Atene                      | 29-5-1999 |             |
| 1998      | -         | -                          | -         | -           |
| 1997      | 15'24"75  | Berlino                    | 26-8-1997 |             |
| 1996      | 15'33"63  | Atlanta                    | 26-7-1996 |             |
| 1995      | 15'20"89  | Göteborg                   | 10-8-1995 |             |

### 10 000 metri piani
| Stagione  | Risultato | Luogo          | Data      | Rank. Mond. |
| --------- | --------- | -------------- | --------- | ----------- |
| 2007      | 33'14"97  | Ferrara        | 7-4-2007  |             |
| 2006      | 33'13"31  | Torino         | 7-7-2006  |             |
| 2003/2005 | -         | -              | -         | -           |
| 2002      | 33'03"51  | Camaiore       | 6-4-2002  |             |
| 2001      | 33'08"18  | Tunisi         | 12-9-2001 |             |
| 2000      | 31'24"12  | Heusden-Zolder | 5-8-2000  |             |
| 1999      | 31'59"63  | Barakaldo      | 10-4-1999 |             |
| 1998      | -         | -              | -         | -           |
| 1997      | 31'38"94  | Hechtel-Eksel  | 19-7-1997 |             |
| 1996      | 32'59"40  | Atlanta        | 27-7-1996 |             |

### Mezza maratona
| Stagione | Risultato | Luogo             | Data       | Rank. Mond. |
| -------- | --------- | ----------------- | ---------- | ----------- |
| 2005     | 1h14'25"  | Milano            | 10-4-2005  |             |
| 2004     | 1h14'44   | Udine             | 26-9-2004  |             |
| 2003     | 1h19'07"  | Montegrotto Terme | 12-10-2003 |             |
| 2002     | 1h13'31"  | Bruxelles         | 5-5-2002   |             |
| 2001     | 1h12'14"  | Bristol           | 7-10-2001  |             |
| 2000     | -         | -                 | -          | -           |
| 1999     | 1h13'27"  | Ferrara           | 21-2-1999  |             |
| 1998     | -         | -                 | -          | -           |
| 1997     | 1h13'34"  | Firenze           | 30-11-1997 |             |

## Palmarès
| Anno | Manifestazione              | Sede      | Evento         | Risultato     | Prestazione | Note                          |
| ---- | --------------------------- | --------- | -------------- | ------------- | ----------- | ----------------------------- |
| 1995 | Mondiali                    | Göteborg  | 5000 metri     | elim. qualif. | 15'20"89    | Miglior prestazione personale |
| 1995 | Universiadi                 | Fukuoka   | 5000 metri     | Argento       | 15'34"32    |                               |
| 1996 | Olimpiadi                   | Atlanta   | 5000 metri     | elim. qualif. | 15'33"63    |                               |
| 1996 | Olimpiadi                   | Atlanta   | 10 000 metri   | elim. qualif. | 32'59"40    |                               |
| 1997 | Mondiai                     | Atene     | 10 000 metri   | 9ª            | 32'16"92    |                               |
| 1997 | Giochi del Mediterraneo     | Bari      | 10 000 metri   | Argento       | 32'41"79    |                               |
| 2000 | Mondiali di cross           | Vilamoura | Long race      | 31ª           | 27'41"      |                               |
| 2000 | Olimpiadi                   | Sydney    | 10 000 metri   | elim. qualif. | 33'24"13    |                               |
| 2001 | Mondiali di mezza maratona  | Bristol   | Mezza maratona | 28ª           | 1h12'14"    | Miglior prestazione personale |
| 2002 | Mondiali di mezza maratona  | Bruxelles | Mezza maratona | 36ª           | 1h13'31"    |                               |
| 2006 | Mondiali di corsa su strada | Debrecen  | 20 km          | 30ª           | 1h09'33"    | Miglior prestazione personale |

## Campionati nazionali
- 1 volta campionessa italiana assoluta nei 5000 metri (1995)
- 2 volte campionessa italiana assoluta nei 10 000 metri (1997, 2000)
- 1 volta campionessa italiana assoluta nei 3000 metri indoor (2000)

1995
- Oro ai campionati italiani assoluti di atletica leggera, 5000 metri - 15'44"99

1997
- Oro ai campionati italiani assoluti di atletica leggera, 10 000 metri - 32'49"02
- Bronzo ai campionati italiani assoluti, 5000 m piani - 15'51"26

2000
- Oro ai campionati italiani assoluti di atletica leggera, 10 000 metri - 32'35"10
- Oro ai campionati italiani assoluti di atletica leggera indoor, 3000 metri - 8'59"18

2002
- 5ª ai campionati italiani assoluti, 5000 m piani - 16'07"47

2004
- Argento ai campionati italiani assoluti, 10000 m piani - 34'19"25

2005
- Argento ai campionati italiani di maratona - 2h36'29"
- 8ª ai campionati italiani assoluti, 5000 m piani - 16'36"51

2006
- Argento ai campionati italiani assoluti di atletica leggera, 10 000 metri - 33'13"31
- Argento ai campionati italiani di maratonina - 1h14'28"

2007
- Argento ai campionati italiani assoluti di atletica leggera, 5000 metri - 16'40"54
- Argento ai campionati italiani assoluti di atletica leggera, 10 000 metri - 33'37"79

2010
- 10ª ai campionati italiani di 10 km su strada - 34'40"

## Altre competizioni internazionali
1994
- 5ª al Golden Gala ( Roma), 3000 m piani - 8'50"30
- Oro al Campaccio ( San Giorgio su Legnano), 22'41"
- 6ª alla Cinque Mulini ( San Vittore Olona)

1995
- 8ª al Golden Gala ( Roma), 3000 m piani - 8'56"04
- 9ª ai Bislett Games ( Oslo), 3000 m piani - 9'06"41

1996
- 14ª al Golden Gala ( Roma), 5000 m piani - 15'23"26

1997
- 7ª al Memorial Van Damme ( Bruxelles), 5000 m piani - 15'30"98
- 12ª al Golden Gala ( Roma), 5000 m piani - 15'36"28
- 6ª all'Herculis ( Monaco), 3000 m piani - 8'53"24

1999
- 5ª in Coppa Europa ( Parigi), 3000 m piani - 8'59"05

2000
- Oro al Giro podistico internazionale di Castelbuono ( Castelbuono), 11,3 km - 18'27"

2002
- 16ª in Coppa Europa dei 10000 metri ( Camaiore) - 33'03"51
- 15ª alla Mezza maratona di Lisbona ( Lisbona) - 1h14'01"

2005
- Argento alla Padova Marathon ( Padova) - 2h36'29"
- 5ª alla Stramilano ( Milano) - 1h14'25"

2007
- 8ª in Coppa Europa dei 10000 metri ( Ferrara) - 33'14"97

2009
- 12ª alla BOclassic ( Bolzano), 5 km - 17'03"